# 戴维·亚当斯
戴维·亚当斯（英語：David Adams，1970年1月5日—），南非男子网球运动员。他曾获得澳大利亚网球公开赛混合双打冠军、法国网球公开赛混合双打冠军。他也曾参加2000年夏季奥林匹克运动会。